# Lorenzo Bandini
Lorenzo Bandini (Barce, Líbia, 1935. december 21. – Monaco, 1967. május 10.) olasz autóversenyző, volt Formula–1-es pilóta. Az 1963-as Le Mans-i 24 órás verseny győztese.

## Pályafutása
Líbiai kolonista családban született. Bandini egy közúti forgalomban is használatos kocsival kezdte pályafutását. A kocsit annak az autószerelő műhelynek a tulajdonosa adta neki kölcsön, ahol szerelőként dolgozott. 1959-ben már az új Formula Junior kategóriában állt rajthoz, s két év alatt olyan jó formát mutatott, hogy a Ferrari is felfigyelt rá. Amikor azonban 1961 elején üresedés támadt a csapatnál, mégis honfitársát Giancarlo Baghetti-t választották.
Végül a Scuderia Centro Sud tette lehetővé számára, hogy egy Cooper-Maserati volánja mögött bemutatkozzon a Formula–1-es mezőnyben. Bár pontot nem szerzett, viszont egy nem világbajnoki versenyen, belgiumi bemutatkozása előtt Pau-ban harmadik lett Jim Clark és Jo Bonnier mögött. Olyan jól hajtott, hogy 1962-ben mégis sikerült átkerülnie a Ferrarihoz. Már első versenyén, a monacói nagydíjon harmadik lett. 1963-ban az utolsó 7 versenyen vett részt. Franciaországtól Németországig a Centro Sud csapat BRM-jével, majd a következő négy versenyen ismét a Ferrarival. Ugyanebben az évben Ludovico Scarfiottival megnyerte a Le Mans-i 24 órás versenyt.
Egyetlen Formula–1-es győzelmét az 1964-es osztrák nagydíjon szerezte, amelyet a zeltwegi repülőtéren alakítottak ki. Az idény végén az összetettben negyedik lett, míg a világbajnoki címet csapattársa John Surtees hódította el. Monacóban 1965-ben és 1966-ban is második helyezett lett. 1966 végén már a Ferrari első számú pilótája volt. Ez évben csapattársával, Chris Amonnal megnyerte a Daytonai 24 órás és a Monzai 1000 km-es versenyt is.

## Halála
1967. május 7-én, a monacói nagydíjon Bandini az első sorból indult, de autója motorjából folyt az olaj, ami végiglocsolta a pályát. Olyan veszélyessé vált a csúszós pálya, hogy néhány kör után Stewart, Rindt, Siffert, Surtess, Clark és Courage is feladta a versenyt. A 82. körben, a pálya kikötői részén, az alagút utáni sikánban Bandini autója megcsúszott és egy szalmabálának ütközött. A kocsi kigyulladt, Bandinit három percig nem tudták kiszabadítani az égő roncsból. A tragédiát végigkövették a televízió kamerái. Harmadfokú égési sérüléseket szenvedett, testének 70 százaléka megégett. Bandini három nap szenvedés után a kórházban meghalt.
Május 13-án, Reggiolóban temették el 100 000 ember előtt.

## Teljes Formula–1-es eredménylistája
(Táblázat értelmezése)

(Félkövér: pole-pozícióból indult; dőlt: leggyorsabb kört futott) 

| Év   | Csapat     | 1      | 2      | 3      | 4      | 5      | 6      | 7      | 8      | 9      | 10    | 11  | Helyezés | Pont |
| ---- | ---------- | ------ | ------ | ------ | ------ | ------ | ------ | ------ | ------ | ------ | ----- | --- | -------- | ---- |
| 1961 | Centro Sud | MON    | NED    | BEL Ki | FRA    | GBR 12 | GER Ki | ITA 8  | USA    |        |       |     | HN       | 0    |
| 1962 | Ferrari    | NED    | MON 3  | BEL    | FRA    | GBR    | GER Ki | ITA 8  | USA    | RSA    |       |     | 12.      | 4    |
| 1963 | Centro Sud | MON    | BEL    | NED    | FRA 10 | GBR 5  | GER Ki |        |        |        |       |     | 10.      | 6    |
| 1963 | Ferrari    |        |        |        |        |        |        | ITA Ki | USA 5  | MEX Ki | RSA 5 |     | 10.      | 6    |
| 1964 | Ferrari    | MON 10 | NED Ki | BEL Ki | FRA 9  | GBR 5  | GER 3  | AUT 1  | ITA 3  |        |       |     | 4.       | 23   |
| 1964 | NART       |        |        |        |        |        |        |        |        | USA Ki | MEX 3 |     | 4.       | 23   |
| 1965 | Ferrari    | RSA 15 | MON 2  | BEL 9  | FRA 8  | GBR Ki | NED 9  | GER 6  | ITA 4  | USA 4  | MEX 8 |     | 6.       | 13   |
| 1966 | Ferrari    | MON 2  | BEL 3  | FRA HN | GBR    | NED 6  | GER 6  | ITA Ki | USA Ki | MEX    |       |     | 9.       | 12   |
| 1967 | Ferrari    | RSA    | MON Ki | NED    | BEL    | FRA    | GBR    | GER    | CAN    | ITA    | USA   | MEX | HN       | 0    |

## Lorenzo Bandini díj

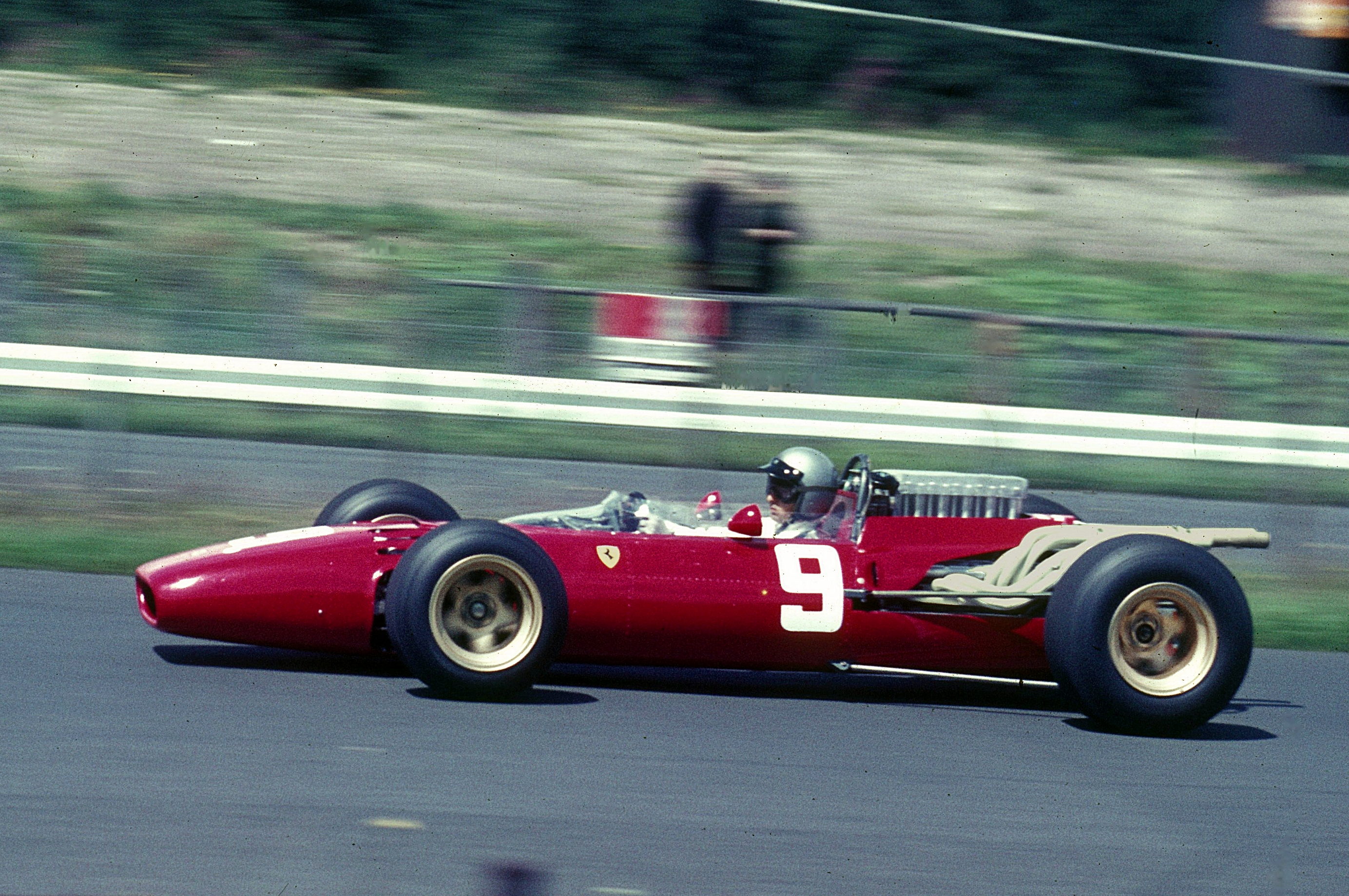
Bandini 1966-ban

1992 óta adják át a Lorenzo Bandini díjat (olaszul Trofeo Lorenzo Bandini) az év kiemelkedő személyének a nemzetközi motorsportban.
| Év             | Győztese             |
| -------------- | -------------------- |
| 1992           | Ivan Capelli         |
| 1993–1994      | Nem adták át         |
| 1995: 1994-ért | David Coulthard      |
| 1996: 1995-ért | Jacques Villeneuve   |
| 1997: 1996-ért | Luca di Montezemolo  |
| 1998: 1997-ért | Giancarlo Fisichella |
| 1999: 1998-ért | Alexander Wurz       |
| 2000: 1999-ért | Jarno Trulli         |
| 2001: 2000-ért | Jenson Button        |
| 2002: 2001-ért | Juan Pablo Montoya   |
| 2003: 2002-ért | Michael Schumacher   |
| 2004: 2003-ért | Kimi Räikkönen       |
| 2005: 2004-ért | Fernando Alonso      |
| 2006: 2005-ért | Mark Webber          |
| 2007: 2006-ért | Felipe Massa         |
| 2008: 2007-ért | Robert Kubica        |
| 2009: 2008-ért | Sebastian Vettel     |
| 2010: 2009-ért | Lewis Hamilton       |
| 2011: 2010-ért | Nico Rosberg         |
| 2012: 2011-ért | Bruno Senna          |
| 2013: 2012-ért | Piero Ferrari        |
| 2014: 2013-ért | Daniel Ricciardo     |

## Fordítás
- Ez a szócikk részben vagy egészben  a   Lorenzo Bandini című angol Wikipédia-szócikk fordításán alapul.  Az eredeti cikk szerkesztőit annak laptörténete sorolja fel. Ez a jelzés csupán a megfogalmazás eredetét és a szerzői jogokat jelzi, nem szolgál a cikkben szereplő információk forrásmegjelöléseként.